# Edward Gleason Spaulding
Edward Gleason Spaulding (* 6. August 1873 in Burlington, Vermont; † 1940) war ein US-amerikanischer Philosoph. Er wirkte von 1905 bis 1940 an der Princeton University und gilt als Begründer des Neuen Realismus.

## Philosophie
Gemeinsam mit anderen Philosophen (Edwin B. Holt, Walter T. Marvin, W. P. Montague, Ralph Barton Perry und Walter B. Pitkin) veröffentlichte er 1910 das Manifest dieser Richtung, in dem die Autoren gegen den idealistischen Mainstream eine realistische Philosophie starkmachten. Im Rahmen der Diskussion entstand eine Debatte über externale Relationen. Die zentralen Figuren dieser Diskussion waren Spaulding und John Dewey.
Spaulding wendet sich explizit gegen die Aristotelische Logik in der Philosophie. Dabei bestreitet er, dass Kausalität und Substanz universell sind und will die Betrachtung der Relation starkmachen.
Seine Realismus bezieht sich nicht nur auf räumlich oder zeitlich existente Entitäten. Er unterscheidet subsistents und existents. Zu den subsistents gehören nach seiner Auffassung auch Universalien und Ideale.
Spaulding nutzt für seine Untersuchungen das Verhältnis von Teil und Ganzem. Diese Relation verwendet er z. B. bei der Untersuchung der Analyse.

## Werke
- The New Rationalism. The development of a constructive realism upon the basis of modern logic and science, and through criticism of opposed systems. New York: Henry Holt 1918
- A World of Chance. New York: Macmillan 1936

## Artikel
- The Postulates of a Self-Critical Epistemology. Philosophical Review 18(1909)6, 615 – 641
- The Logical Structure of Self-Refuting Systems: I. Phenomenalism. Philosophical Review 19(1910)3, 276 – 301
- The Logical Structure of Self-Refuting Systems: II. Ontological Absolutism. Philosophical Review 19(1910)6, 610 – 631
- Driesch's Theory of Vitalism. Philosophical Review 15(1906)5, 518 – 527
- Realism: A Reply to Professor Dewey and an Exposition. Journal of Philosophy, Psychology and Scientific Methods 8(1911)3, 63 – 77
- A Reply to Professor Dewey's Rejoinder. Journal of Philosophy, Psychology and Scientific Methods 8(1911)21, 566 – 574
- Joint Discussion with Articles of Agreement and Disagreement: Professor Dewey and Dr. Spaulding. Journal of Philosophy, Psychology and Scientific Methods 8(1911)21, 574 – 579
- A defense of analysis. In: Edwin B. Holt u. a.:  The new realism. cooperative studies in philosophy. New York: Macmillan 1912, 155 – 247
- Realistic Aspects of Royce's Logic. Philosophical Review 25(1916)3, 365 – 377
- Are There Any Necessary Truths? Journal of Philosophy 26(1929)12, 309 – 329
- Freedom, Necessity, and Mind. Philosophical Review 42(1933)2, 156 – 201
- The Case for Contingency. Journal of Philosophy 35(1938)26, 701 – 712